# Попоманасеу
Попоманасеу (англ. Mount Popomanaseu) — гора висотою 2335 м, найвища вершина держави Соломонові Острови. Розташована на південному острові Гуадалканал.